# حب الثلج صغروي الأوراق
حب الثلج صغروي الأوراق أو سمفورين المكسيك (الاسم العلمي:Symphoricarpos microphyllus) هو نوع من النباتات يتبع جنس حب الثلج من الفصيلة المعزية الورق.